# ペロ・アグアヨ
ペロ・アグアヨ（Perro Aguayo、本名：Pedro Aguayo Damián、1946年1月18日 - 2019年7月3日）は、メキシコのプロレスラー。サカテカス州ノチストラン・デ・メヒア出身。
リングネームの "Perro" とは「犬」を意味し、日本では『山犬』の異名で呼ばれた。ルチャリブレでは異色のラフファイターであり、主に素顔のルードとして活躍した。
来日するまでは、ペーロ・アグアイヨの表記で紹介されていた。実子のペロ・アグアヨ・ジュニア（エル・イホ・デ・ペロ・アグアヨ）もプロレスラーだった。

## 来歴
少年時代から喧嘩に明け暮れ、レスリングではメキシコで4度のチャンピオンになっている。ディアブロ・ベラスコのジムで修行を積み、1970年5月にプロレスラーとしてデビュー。1975年7月4日、トーナメントの決勝でリンゴ・メンドーサを破りNWA世界ミドル級王座を獲得。
1978年にLLIへ移籍後、1979年2月開幕の新日本プロレス『ビッグ・ファイト・シリーズ』に初来日。シリーズ最終戦の4月5日、東京都体育館大会のセミファイナルにおいて、藤波辰巳のWWFジュニアヘビー級王座に挑戦した。同年4月22日にはメキシコシティでUWA世界ジュニアライトヘビー級王座、1980年5月25日にはナウカルパンでUWA世界ライトヘビー級王座を、それぞれグラン浜田から奪取している。
日本では新日本プロレスの常連外国人選手として活躍し、1981年3月26日にはWWFライトヘビー級王座決定リーグ戦の決勝で浜田を破り、同王座の初代チャンピオンとなった。1982年2月に新日本勢がメキシコに遠征した際は、LLIの本拠地エル・トレオにてアブドーラ・ザ・ブッチャーのパートナーを務め、アントニオ猪木&藤波の師弟コンビと対戦している。同年11月開幕の『第3回MSGタッグ・リーグ戦』にはカネックとのメキシコ代表コンビで出場。アンドレ・ザ・ジャイアント、ハルク・ホーガン、ディック・マードック、マスクド・スーパースター、キラー・カーンなど、遥かに体格差のあるスーパーヘビー級の大型選手とタッグマッチで対戦した。
1982年12月12日にはエル・トレオにおいて、メキシコに遠征してきたタイガーマスクのWWFジュニアヘビー級王座に3本勝負で挑戦。日本国内ではピンフォール負けを喫したことのなかったタイガーから、得意技のセントーンで1フォールを奪っている（2本目にトペ・スイシーダをかわされて膝を負傷、そのままドクターストップがかかってTKO負けとなったが、タイガーにはフォールを取られなかった）。
カルロス・コロンが主宰するプエルトリコのWWCにも遠征しており、1983年1月にジェリー・ブリスコからWWC世界ジュニアヘビー級王座を奪取。その後、日本へは1984年4月にUWFの旗揚げシリーズに参戦、1985年1月には全日本プロレスに来日している。本国メキシコでは1988年3月4日にカネックを破りUWA世界ヘビー級王座を獲得、UWA3階級制覇を果たした。
1991年、EMLLに移籍してシエン・カラスと抗争。1992年5月15日にはAAAの旗揚げにリンピオとして参加。以降もAAAのエースとなって活躍し、1994年11月6日にコナンからIWC世界ヘビー級王座を奪取した。
2000年3月から引退ツアーを行い、新日本プロレスにもアグアヨ・ジュニアと共に来日。翌2001年に引退した。
2019年7月3日、73歳で死去。

## 得意技
- ダイビング・セントーン
- ラ・シーラ（エプロンからのフライング・ボディシザース・ドロップ）
- ラ・ランツァ（ダイビング・フット・スタンプ）

## 獲得タイトル
EMLL
- NWA世界ミドル級王座 : 3回[3]

LLI
- UWA世界ジュニアライトヘビー級王座 : 2回[5]
- UWA世界ライトヘビー級王座 : 1回[6]
- UWA世界ヘビー級王座 : 1回[14]
- UWA世界タッグ王座（w / グラン浜田） : 1回
- WWFライトヘビー級王座 : 7回[7]

WWC
- WWC世界ジュニアヘビー級王座 : 1回[11]

WWA
- WWA世界ヘビー級王座 : 3回
- WWA世界ライトヘビー級王座 : 3回

AAA
- AAA / IWC世界ヘビー級王座 : 1回[15]
- ナショナル・ヘビー級王座 : 1回
- ナショナル・ミドル級王座 : 1回
- ナショナル・タッグ王座（w / ペロ・アグアヨ・ジュニア） : 2回
- AAA殿堂：2012年